# میونگجونگ چوسان
میونگ‌جونگ چوسان (کره‌ای: 명종) (زاده ۳ ژوئیه ۱۵۳۴ - درگذشته ۳ اوت ۱۵۶۷) سیزدهمین پادشاه سلسله چوسان بوده است.
وی که از سال ۱۵۴۵ تا ۱۵۶۷ حکومت کرده است، جانشین برادرش اینجونگ چوسان شده بوده و پس از مرگش برادر زاده‌اش سئونجو چوسان جانشین وی شده است.

## خانواده
- پدر: چونگ‌جونگ چوسان (중종)
- مادر: ملکه مون‌جونگ of the Papyeong Yoon clan (문정왕후 윤씨)
- همسر: ملکه این‌سون of the Cheongsong Shim clan (인순왕후 심씨)
- فرزند: شاهزاده ولیعهد سونهوئه (순회세자, ۱۵۵۱–۱۵۶۳)